# Marie - Allume la neige
Marie - Allume la neige (russe : Марья — зажги снега) est un jour du calendrier populaire slave, correspondant au 1er avril (14 avril dans le calendrier Julien) Le nom vient du nom de sainte Marie l'Égyptienne. Ce serait ce jour que se réveillent le Domovoï et le Vodianoï.

## Autres appellations et fêtes du jour
- Marie l'Égyptienne russe : Мария Египетская[2],
- Réveil du Domovoï (Пробуждение Домового), Domovoi¨(Именины Домового), Première rencontre du proletie (Первая встреча пролетья), Soupe claire (Пустые щи), Marie — Allume la neige (Марья — зажги снега), (заиграй овражки)[3],
- Marie la menteuse (Марьи вральи), Marie la trompeuse (Марьи обманщицы)[4];
- Marie des tilles (Марья-пролубница), Marie sauvée des rives (Марьи — урви берега)[5]
- biélorusse : Maria (Марыя) Iefim (Яўхім), Aura (Аўрам), Makar (Макар)[6].

## Mythes et traditions
Marie — Allume la neige est le jour de célébration de Marie l'Égyptienne. C'est celui dans la tradition où la mort (Karatchoun) serait venue à elle. 
Le 1er avril serait le jour du réveil du Domovoï, et pour l'amadouer, il existait de vieilles coutumes de se tromper l'un l'autre. Les anciens slaves considéraient que pendant l'hiver, le Domovoï, comme de nombreux animaux et esprits, entrait en hibernation et ne se réveillait que très rarement pour accomplir les tâches indispensables dans la maison. Il dormait profondément jusqu'au moment où le printemps avait repris tous ses droits. La date du 1er avril est celle où le printemps est arrivé de façon définitive et irrévocable, et où l'esprit protecteur du foyer, le Domovoï, doit être réveillé, pour ramener l'ordre dans la maison.   
On pensait aussi que le Vodianoï dormait lui aussi en hiver, au fond d'une rivière, et qu'il était réveillé par la faim et la douleur le 1er avril. Il s'agitait alors violemment, brisant la glace et tourmentant les poissons. Quelques jours avant, en sacrifice au Vodianoï, on achetait une vieille rosse, ou l'engraissait, on l'enduisait de miel, on l'ornait de rubans pourpres, et on la noyait dans la rivière.   
Ivan Sakharov (ru) indique que l'appellation « soupe vide » (Пустые щи) était dû au fait que les réserves de choux des paysans pour l'hiver ne duraient que jusqu'en mars, et qu'ils faisaient défaut dans leurs soupes d'avril, ainsi « vides de choux ». Marie était considérée comme la patronne des pêcheurs et pécheresses repentis et la juge, lors du Jugement dernier, de ceux qui ne s'étaient pas repentis. C'est pourquoi, pour honorer la sainte, les paysans passaient ce jour dans l'abstinence et le jeûne et ne consommaient rien sinon de la soupe claire.